# Balma dels Pinyons
La Balma dels Pinyons és una cova entre les coves de Pau Anton i d'en Pallarès al cingle del Capelló, a la població de Capellades (l'Anoia), declarat bé cultural d'interès nacional.
Se li ha atribuït una cronologia que abraça el Paleolític mitjà i el Paleolític superior, amb ocupacions discontínues.
La primera documentació de la balma dels Pinyons la va realitzar Amador Romaní l'any 1905, fruit de les seves exploracions a la cinglera del Capelló a principis del segle xx. Posteriorment, s'hi van realitzar dues intervencions entre els anys 2000 i 2001, per tal de fer una valoració sobre si calia dur a terme una intervenció de caràcter més ampli, ja que el jaciment estava amenaçat per les obres de construcció del Parc Prehistòric de Capellades. No obstant això, les intervencions no sols estaven dirigides a la salvaguarda del patrimoni arqueològic, sinó que estaven emmarcades dins el projecte de recerca «Abric Romaní-Cingles del Capelló».
A la intervenció realitzada per Amador Romaní l'any 1905, s'hi van trobar unes quantes restes lítiques, atribuïbles al Paleolític superior, i restes de malacofauna, una d'aquestes perforades, a la part superior del dipòsit estratigràfic. Durant les campanyes dels anys 2000 i 2001, es va fer un sondeig de 6 m² a la part central del jaciment per tal de fer un estudi sobre la seva seqüència estratigràfica i paleoambiental. A continuació, es fa una descripció dels diferents nivells i les seves troballes:
- Conjunt I: format per una sèrie de capes de travertins (nivell 1) i datat per U/Th a principis de l'Holocè, entre 8 ka i 9 ka BP. Per sota aquest nivell, hi hauria el nivell arqueològic excavat per Romaní (nivell 2), que només s'ha identificat puntualment, ja que ha estat profundament espoliat.[6]
- Conjunt II: format pels nivells 3, 4 i 5. Té una potència de 2 m. I està constituït per llims vermells i amb dos episodis de caigudes de blocs. Al nivell 3, s'hi va identificar una unitat arqueològica on es va trobar una seqüència de talla lítica sobre gres.
- Conjunt III: apareixen dipòsits relacionats amb la circulació d'aigua. Està datat mitjançant U/Th en 32 ka BP. I està constituït per travertins i terres grogues d'uns 50 cm de potència (nivell 6).
- Conjunt IV: el constitueixen els nivells 7 i 8 i arriben a una potència de 50 cm. No s'hi ha identificat dipòsits associats a la circulació d'aigua i està compost per llims ataronjats. El nivell 7 és una unitat arqueològica datada per U/Th en 38 ka BP, en la qual es van trobar restes lítiques atribuïbles al Paleolític mitjà.
- Conjunt V: format per diverses capes de travertins amb una potència de 4 m. Ha estat datat per U/Th entre 48 ka i 52 ka BP.